# Костадин Варимезов
Костадин Варимезов е български майстор-гайдар от Странджанската фолклорна област. Голяма е заслугата му в популяризирането на странджанската инструментална народна музика и за повишаване интереса към нея.

## Биография
Костадин Варимезов е роден в село Росеново, Бургаско, на 21 декември 1918 г. Родителите му са преселници от Лозенградско. Баща му е свирил на кавал, а майка му е пеела стари странджански народни песни. От 15-годишен свири на сватби. През 1954 г. Костадин Варимезов е приет в състава на Оркестъра за народна музика на Българското национално радио. Не след дълго в ефир прозвучават оригинални хора и инструментални мелодии от Странджанския край. През 1956 г. заедно с кавалджията Стоян Величков, гъдуларя Нено Ненов, тамбуриста Йордан Цвятков и тъпанджията Огнян Николов сформира „Странджанска група“. С групата обикалят събори и надпявания, за да обогатят не само своя, но и репертоара на групата. В продължение на 10 години свири в народна група към читалище „Светлина“; помага и на други самодейни колективи. От 1961 г. е ръководител на школата по гайда към Двореца на пионерите в София и Перник; от същата година сътрудничи и на Ансамбъла за песни при Дома на транспортните работници. Той е един от първите български музиканти, които не само посещават други страни и континенти и представят българската народна музика по фестивали и концерти, а живеят продължително време в чужбина и преподават там българска народна музика. През 1978 и 1979 г. преподава в университет в Торонто, Канада. Преди това е преподавал в Котленското музикално училище (днес Национално училище за фолклорни изкуства „Филип Кутев“), изнасял е лекции пред български студенти в Пловдивската академия. Учил е децата да свирят на гайда в школите на ДЮФА „Изворче“. Той е от творците, чрез които българската гайда влиза в световните музикални енциклопедии. В Златния фонд на БНР се съхраняват повече от сто записа на Костадин Варимезов, сред които „Севданино хоро“, „Нестинарско хоро“, „Буенек“, „Тракийска ръченица“ и много други. Изнесъл е концерти в 18 държави в Европа, Азия и Америка.
Умира на 10 октомври 2002 г.
Приживе Костадин Варимезов е наричан „царят на българската гайда“, „свети Костадин на народната музика“, а в Канада и САЩ е известен като „професора“, посветил много студенти в тънкостите на древното българско гайдарско изкуство.

## Дискография

### Малки плочи
- „Костадин Варимезов – гайда“
(Балкантон – 2576)[3]
- 1961 – „Изпълнения на Костадин Варимезов – гайда“
(Балкантон – 5704)[4]
- „Нейчо Георгиев – кавал“/ „Костадин Варимезов – гайда“
(Балкантон – 2670)[5]
- 1966 – „Загърско хоро“
(Балкантон – ВНВ 10067)[6]

### Дългосвирещи плочи
- 1972 – „Майстори на кавала и гайдата: Костадин Варимезов – гайда, Стоян Величков – кавал“
(Балкантон – ВНА 1268)[7]
- 1977 – „Стоян Величков – кавал“/ „Костадин Варимезов – гайда“
(Балкантон – ВНА 10134)[8]
- 1984 – „Костадин Варимезов – гайда“
(Балкантон – ВНА 11283)[9]